# Colégio Feminino de Gakushuin

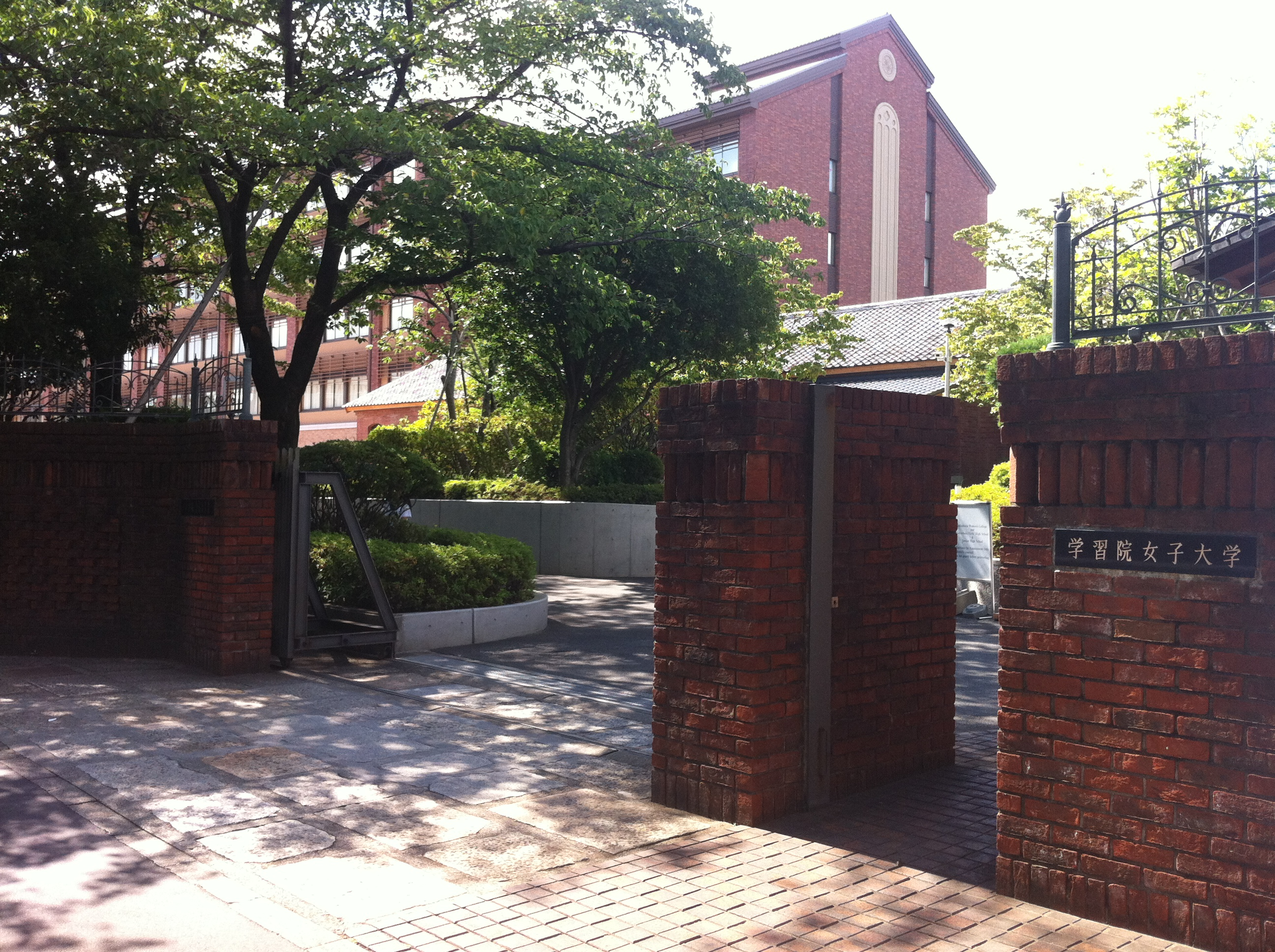
Portão norte do Colégio Feminino de Gakushuin.

35° 42' 27" N 139° 42' 44" E
Colégio Feminino de Gakushuin (学習院女子大学, Gakushuin joshi daigaku) é uma Universidade particular para mulheres, localizado no distrito de Shinjuku, na cidade de Tóquio, Japão, na qual faz parte da Corporação Escola Gakushuin. O antecessor da escola foi fundado em 1847, pelo Imperador Ninko. Foi denominada como um colégio em 1949 e se tornando uma universidade em 1995.